# Dr.キリコ 白い死神
『Dr.キリコ 白い死神』（ドクターキリコ しろいしにがみ）は、手塚治虫（原作）、藤澤勇希（脚本）、SANORIN（作画）、手塚プロダクション（協力）による日本の漫画。『別冊ヤングチャンピオン』（秋田書店刊）にて、2016年5月号から2018年12月号まで連載。
手塚の『ブラック・ジャック』に登場する安楽死専門の医師であり、ブラック・ジャックのライバルであるドクター・キリコを主人公としたスピンオフ作品である。

## あらすじ
回復の見込みがなく苦痛に苦しむ患者に安楽死を施す“白い死神”ドクター・キリコの施す安楽死を巡り、人間の果てしない欲望や愛憎、儚い願い、生きる喜びなどの人間模様が描かれる。今日もキリコは摩天楼の一室で、北欧の針葉樹林の山小屋で、アラブの紛争地帯のテントで、さびれた寒村の茅葺きの家で、苦しむ患者を診てはひそかに安楽死を施し、生きる意味を問いかけているはずである。

## 登場人物
ドクター・キリコ
銀髪、長身・痩身、隻眼の風貌。高額で安楽死を請け負う医師。かつてゲリラ戦の最前線で軍医をしていた当時、重傷を負って死にたくても死ねないでいる多くの兵士と接してきた経験から、安楽死専門の医師となった。
自ら開発した安楽死の機器「キリコ･オリジナル」をアタッシュケースで持ち歩き、“施術（安楽死）”に用いる。キリコ･オリジナルは、患者の後頭部に当てた電極から特殊なパルスを発信し、延髄の呼吸中枢を麻痺させて安らかな死に至らしめる。このほか、薬物を使った安楽死も行う。施術料は500万円。
安楽死を施す条件として、以下の3つを設定している。いかに患者や周囲が安楽死を望んでいても、この3条件に合致しない場合は施術を拒否している。当然、安楽死を悪用しての殺人や自殺幇助は、頑として拒否している。
1. 回復の見込みがないこと。
2. 生きているのが苦痛であること。
3. 本人が死を望んでいること。

原作の人物設定を踏襲した点が多いが、本作オリジナルの設定として、左目の眼帯の下には義眼を埋め込むスペースに盗撮用小型ビデオカメラを仕込んでいる。このビデオカメラで依頼者との会話などを逐一録画し、その映像を窮地に陥った際や悪質な依頼者を脅迫する際の切り札として用いる。また、軍医当時の経験から爆発物やブービートラップの扱いに長けている。
白河郁馬（しらかわ いくま）
幼くして母を亡くし、腎不全に苦しむ父のために炊事や掃除などの家事一般をこなしていた。虫垂炎に腹膜炎を併発して命が危なかったところを、キリコの手術で救われる。しかし、父はその治療代を払うために無理をして重症化を経て再起不能になったため、キリコに安楽死を施された。以後はキリコの家で彼の生活をサポートしている。
在尾美亜（ありお みあ）
郁馬が転校した小学校の同じクラスで、「ゾンビ」と呼ばれて仲間はずれにされていた少女。
筋萎縮性側索硬化症で苦しむ母のために医師を志すも母は命を落としたため、母の死を受け入れられず、ミイラ化した遺体と同居していた。「ゾンビ」というあだ名も、自身に染み込んだ死臭からつけられたもの。
キリコの機転で母の死を受け入れ、郁馬とともにフリースクールに通う。
中央病院の院長
本名は不明。重症腎不全で入院した郁馬の父を簡単な手術で死なせており、悪評を立てられるよりはと郁馬に3000万円を支払って和解した。この一件をキリコに弱みとして握られており、さまざまな便宜を図らされている。キリコとは旧知の仲であるようだが世間知がなく、キリコからは「お坊ちゃん先生」と見下されている。
六道善優（りくどう ぜんゆう）
六道ファイナンス、六道画廊などを経営する若き青年実業家。
温厚を装っているが、裏ではキリコの安楽死を利用して自らが経営する裏金融の貸し付けをノーリスクで回収しようと目論み、彼を自らの闇ビジネスに引き込もうと画策する。
ユリ
原作にも登場するキリコの妹。兄が安楽死に手を染めるのをやめさせたいとの思いから自らも医師となり、カナダに留学して心理療法と麻酔を学んだ。現在は終末期緩和ケアのエキスパートだが、患者の苦痛を抑えるためには日本での基準量を超えるモルヒネを使用することもあるようで、兄と同じく闇のエキスパートとなっている。

## 原作『ブラック・ジャック』との関係
キリコのほか、上述のように妹のユリが登場するが、ブラック・ジャックやピノコ、手塚といった『ブラック・ジャック』の主要キャラクターは登場していない。
その一方、「無保険をいいことに高額な治療費をふっかけるモグリの医者もいる」や「わずかでも助かる見込みのあった父さんに、兄さんは薬を投与して死なせてしまった」など、原作と同じ世界であることをうかがわせる描写も散見される。

## 書誌情報
- 手塚治虫（原作） / 藤澤勇希（脚本） / SANORIN（作画） / 手塚プロダクション（協力） 『Dr.キリコ 白い死神』 秋田書店〈ヤングチャンピオンコミックス〉、全5巻
  1. 2016年10月20日発売[1]、ISBN 978-4-253-14156-7
  2. 2017年4月20日発売[2]、ISBN 978-4-253-14157-4
  3. 2017年11月20日発売[3]、ISBN 978-4-253-14158-1
  4. 2018年7月20日発売[4]、ISBN 978-4-253-14159-8
  5. 2019年1月18日発売[5]、ISBN 978-4-253-14160-4